# Cosmophasis muralis
Cosmophasis muralis is een spinnensoort in de taxonomische indeling van de springspinnen (Salticidae).
Het dier behoort tot het geslacht Cosmophasis. De wetenschappelijke naam van de soort werd voor het eerst geldig gepubliceerd in 1997 door Berry, Joseph A. Beatty & Jerzy Prószyński.